# Тарасівка (Сватівський район)
Тара́сівка — село в Україні, у Нижньодуванській селищній громаді Сватівського району Луганської області. Населення становить 848 осіб. Орган місцевого самоврядування — Тарасівська сільська рада.

## Географія
Розташоване за 45 км від районного центру. Найближча залізнична станція — Сватове, за 45 км. Площа — 1014,95 га.

## Історія
Постійні поселення з'явились на території Тарасівки кілька століть тому. Переселенці з Київської, Полтавської, Чернігівської губерній почали освоювати ці місця. Серед них були козаки та кріпаки. Село назвали на честь першого поселенця — козака Тараса.
За іншою версією у 1704 році Петро I подарував ці землі козакам Ізюмського полку.
Як свідчать документи, у 1803 році у селі Тарасівка збудована церква на честь Святого Миколая.
У 1869 році, коли «петрівські милості» були скасовані, тарасівці почали протестувати. Повстання придушили за допомогою війська.
До революції в селі було два цегельних заводи, за селом працював 31 млин, діяло 5 олійниць. У 1917 році у селі налічувалось 672 двори, мешкало 3920 селян.
Під час Визвольних змагань влада багато разів змінювалась.
Село постраждало внаслідок геноциду українського народу, вчиненого урядом СССР у 1932—1933 роках, кількість встановлених жертв — 197 людей.

## Населення
Згідно з переписом УРСР 1989 року чисельність наявного населення села становила 1046 осіб, з яких 458 чоловіків та 588 жінок.
За переписом населення України 2001 року в селі мешкало 837 осіб.

### Мова
Розподіл населення за рідною мовою за даними перепису 2001 року:
| Мова       | Відсоток |
| ---------- | -------- |
| українська | 95,64 %  |
| російська  | 4,01 %   |
| білоруська | 0,24 %   |

## Інфраструктура
На території сільради працюють 4 підприємства сільськогосподарського виробництва. Серед них найбільші СТОВ «Тарасівське», ТОВ «Агропромислова компанія», СФГ «Кристина».
Станом на 2012 рік у селі є 3 магазини, сільська амбулаторія, загальноосвітня школа I—III ступенів, Будинок культури, бібліотека.